# サタデースクランブル
『サタデースクランブル』（英称：Saturday Scramble）は、テレビ朝日で2006年4月1日から2009年9月26日まで放送されていた情報番組。略称は「サタスク」。

## 概要
平日昼に放送の『ワイド!スクランブル』の土曜版として放送を開始した。放送時間は毎週土曜日9:30 - 10:55（JST）。
前枠の『朝だ!生です旅サラダ』（朝日放送〈現：朝日放送テレビ〉制作）と後枠の『食彩の王国』との間にCMなどのステーションブレイクを挟まないで放送していた。ただし前枠との間には、朝日放送制作全国ネットの番宣CMを挟むときもあった。
内容は世間で関心の大きなニュースを中心に取り上げる。事前に用意したVTRと、スタジオにゲストを迎えて行う討論の両方から、ニュースの背景を探る。レギュラーコーナーは放送開始当初より設けていなかったが、2008年4月よりデーブ・スペクターがコーナー司会を務める「今週のこれってオカシイぞNEWS」が新設された。
オープニングとエンディングに流れるテーマ曲は、浅倉大介作曲の「Pure Segment」（2006年7月19日に、同曲を収録したアルバムを発売）。
2009年9月26日をもって放送終了となり、次番組は同じ時間の生放送だったが、全く異なるジャンルの娯楽情報番組『もらえるテレビ!』となった。
2025年4月から『中居正広の土曜日な会』の後番組として『ワイド!スクランブル サタデー』が放送が開始された。「ワイド!スクランブル」シリーズが土曜日にも放送されるのは16年ぶり。

## 出演者

### MC
特記以外は出演時点ではテレビ朝日アナウンサー。
- 2006年4月1日 - 2007年3月31日：飯村真一、下平さやか
- 2007年4月7日 - 2008年5月24日：松井康真、川田亜子（TBS出身のフリーアナウンサー）

川田は放送日翌日であった2008年5月25日に急逝、その翌週の放送であった5月31日の冒頭では、松井アナによる訃報の報告とともに、生前の川田の笑顔の写真がスタジオに置かれ、出演者一同が故人の冥福を祈った。写真はエンディングにも置かれていた。
- 2008年5月31日 - 2008年9月27日：松井康真
- 2008年10月4日 - 2009年9月26日：松井康真、本間智恵[3]

本間は2009年7月21日から『速報!甲子園への道』の朝日放送発全国ネットパート（及び関西ローカルパート）のMCを担当するため、約2週間程度関西に滞在することになったが、その間もこの番組のみは一時帰京した上で休むことなく出演した。

### コメンテーター
- 東ちづる
- デーブ・スペクター
- 保阪尚希
- 山田厚史
- やくみつる
- 高木美也子 ほか
- 番組開始当初には竹脇無我もいたが、後に降板している。理由は不明。

### ナレーター
- 柴山平和（親番組『ワイド!スクランブル』と兄番組『サンデースクランブル』も担当）
- 里村奈美

## タイムテーブル
- 9:29 - ヘッドライン・オープニング
- 9:30頃 - ニュース

(ここでKABが飛び降り)
- 10:25頃 - 今週のこれってオカシイぞNEWS
- 10:40頃 - 特集
- 10:50頃 - 経済ニュース（外為どっとコム一社提供枠）
- 10:53 - エンディング

## ネット局
以下の表に示した通り、熊本朝日放送でもネット放送されていた時期があった。同局では10:25のネット放送飛び降り後は、自社制作番組『駅前TVサタブラ』を放送していた。年末のスペシャル放送を除くレギュラー放送をネットしていたのはこの局のみで、基本的にはテレビ朝日ローカルの扱いであった。
| 放送エリア | 放送局             | 放送時間             | 放送期間                      | 備考   |
| ---------- | ------------------ | -------------------- | ----------------------------- | ------ |
| 関東広域圏 | テレビ朝日 (EX)    | 毎週土曜9:29 - 10:55 | 2006年4月1日 - 2009年9月26日  | 制作局 |
| 熊本県     | 熊本朝日放送 (KAB) | 毎週土曜9:29 - 10:25 | 2008年10月4日 - 2009年9月26日 |        |

### 備考（年末特番）
- 2006年12月30日の放送は『2006年末スペシャル』として、『旅サラダ』の時間枠である8:00から、10:55までの約3時間に及ぶ生放送であった。この日に限り北海道テレビ、青森朝日放送、静岡朝日テレビ、山口朝日放送、熊本朝日放送、大分朝日放送、琉球朝日放送の各局でもネットされたが、ネット地域へ向けての番組説明は一切行なわれず、新聞ラ・テ欄のタイトルも「スクランブル年末SP」と表記されるなど、配慮に欠けていた。
- 2007年12月29日も『2007年末スペシャル』として、7:59から11:45までの約4時間に及ぶ生放送だった。ネット局は北海道テレビ、静岡朝日テレビ、琉球朝日放送。新聞ラ・テ欄のタイトルは「サタスク2007年末SP」となり、番組冒頭で「サタスク」が関東ローカルである旨を、MCの松井アナが説明するなど、ネット地域への配慮は改善されたが、4局ネットのみにもかかわらず「今日は全国ネット」と誤ったアナウンスをしてしまった。
- 2008年12月27日の『2008年末スペシャル』では、『旅サラダ』を通常通り放送したあと、テレビ朝日は11:20まで（その後枠の『食彩の王国』は開始時刻繰り下げで『あたしンち』は休止）、熊本朝日放送では通常通り10:25までの生放送だった。